# 瑞文戴爾
瑞文戴爾 （英語：Rivendell，西方通用语：Karningul，辛達語：伊姆拉崔 Imladris，意為「深之裂谷」），是英國作家約翰·羅納德·鲁埃尔·托爾金的史詩式奇幻小說《魔戒》中，位於中土大陸迷霧山脈中的精靈據點:31。
瑞文戴爾號稱是「大海以東最後一處精靈的庇護所」。她由半精靈愛隆於第二紀元建立，除愛隆以外，還有亞玟和葛羅芬戴爾等著名精靈居住在那裡。

## 历史
第二紀元，在伊瑞詹被索倫的軍隊攻陷之後，愛隆帶著生還的諾多精靈建立了精靈庇護所瑞文戴爾。
瑞文戴爾在古代對抗索倫的戰爭中，擔當重要的角色，第二紀元3429年，索倫向剛鐸發動攻擊，其時登丹人最高君王伊蘭迪爾及諾多族最高君王吉爾加拉德為反擊索倫，組成聯盟，以精靈及人類兩者之力對抗邪惡，史稱精靈及人類最後同盟。聯合大軍於瑞文戴爾整軍，其軍容令人追想維拉攻打魔苟斯的憤怒之戰。他們經三年整頓集結之後，出兵至達哥拉，索倫在此戰敗亡，而伊蘭迪爾及吉爾加拉德亦一同陣亡。
第三纪元2941年，比爾博·巴金斯與甘道夫及矮人山下國王索林·橡木盾等探險隊員途經瑞文戴爾，瑞文戴爾之名第一次出現在托爾金作品中。描述中，瑞文戴爾隱藏於重重險要的山谷、森林、沼澤和溪流之中，隱而不顯。有一條被苔蘚覆著的白色碎石小徑可通入瑞文戴爾山谷，進入以後，會嘗到充滿樹木清香的空氣，溫暖燈光自山谷內耀起。
經過松樹、樺樹、橡樹組成的林內小徑後，會到達河流邊緣的開闊草地，精靈們在那裡歌唱。接著，又要渡過一座非常狹窄，沒有護欄的小橋，橋底下是湍急的河流，由山中雪水融化而成，眾人拜會愛隆，愛隆解讀了古代矮人王族地圖上的月之文字。
幾十年之後，魔戒聖戰爆發，作品中更細緻描述瑞文戴爾內部景色。精靈王的宮殿布滿懸崖之中，瀑布處處，遠古諾多族大動亂而流亡中土大陸的精靈貴族，人類英雄後代——亞爾諾的末落王孫也在此出沒，他們皆由愛隆王庇護，愛隆王擁有的精靈三戒之一氣之戒維雅，保護瑞文戴爾不受邪惡入侵。

瑞文戴爾

佛羅多·巴金斯和他的哈比人伴侶在甘道夫指示下攜至尊魔戒離開夏爾，前往瑞文戴爾，途中被戒靈追殺，佛羅多更被魔窟劍刺了一劍，幸得葛羅芬戴爾出現救助。他們走到瑞文戴爾的界河，戒靈窮追不捨，佛羅多以維拉星宿女神瓦爾妲及以曾打敗索倫、愛隆和努曼諾爾帝國皇帝愛洛斯的祖先露西安之名，誓言戒靈絕得不到他和至尊魔戒，接著河水化成白馬騎士狀，把戒靈淹沒（因阿爾達所有水體皆由維拉大海之神烏歐牟管轄，戒靈力量無力化）。
來到瑞文戴爾，佛羅多得到治療，他們遇見退休的比爾博，他在那裡度過111歲的生日，著力寫作史書《西境紅皮書》。精靈、矮人和人類三個種族的領導者在瑞文戴爾召開愛隆會議，會上愛隆決定由精靈、矮人、人類和哈比人組成魔戒遠征隊，將至尊魔戒投入末日火山之中摧毀。
最後，索倫再一次敗亡。在第四紀元到來前，愛隆等魔戒持有者乘船前往阿門洲，一去不回頭，精靈亦漸漸遷出，渡海而去，瑞文戴爾隨時間流逝而隱沒遺忘。

## 創作
瑞士小鎮盧達本納（Lauterbrunnental）是瑞文戴爾的靈感來源，托爾金曾於1911年在那裡旅行過。
托爾金曾經親自繪製過以瑞文戴爾為主題的插畫。

## 改編
在彼得·傑克森執導的《魔戒》電影三部曲中，瑞文戴爾的外景是在紐西蘭威靈頓地區的凱多可地區公園取景。片中瑞文戴爾內部的一些布景和壁畫都是藝術家艾倫·李所設計的:48。